# Zaandammerplein

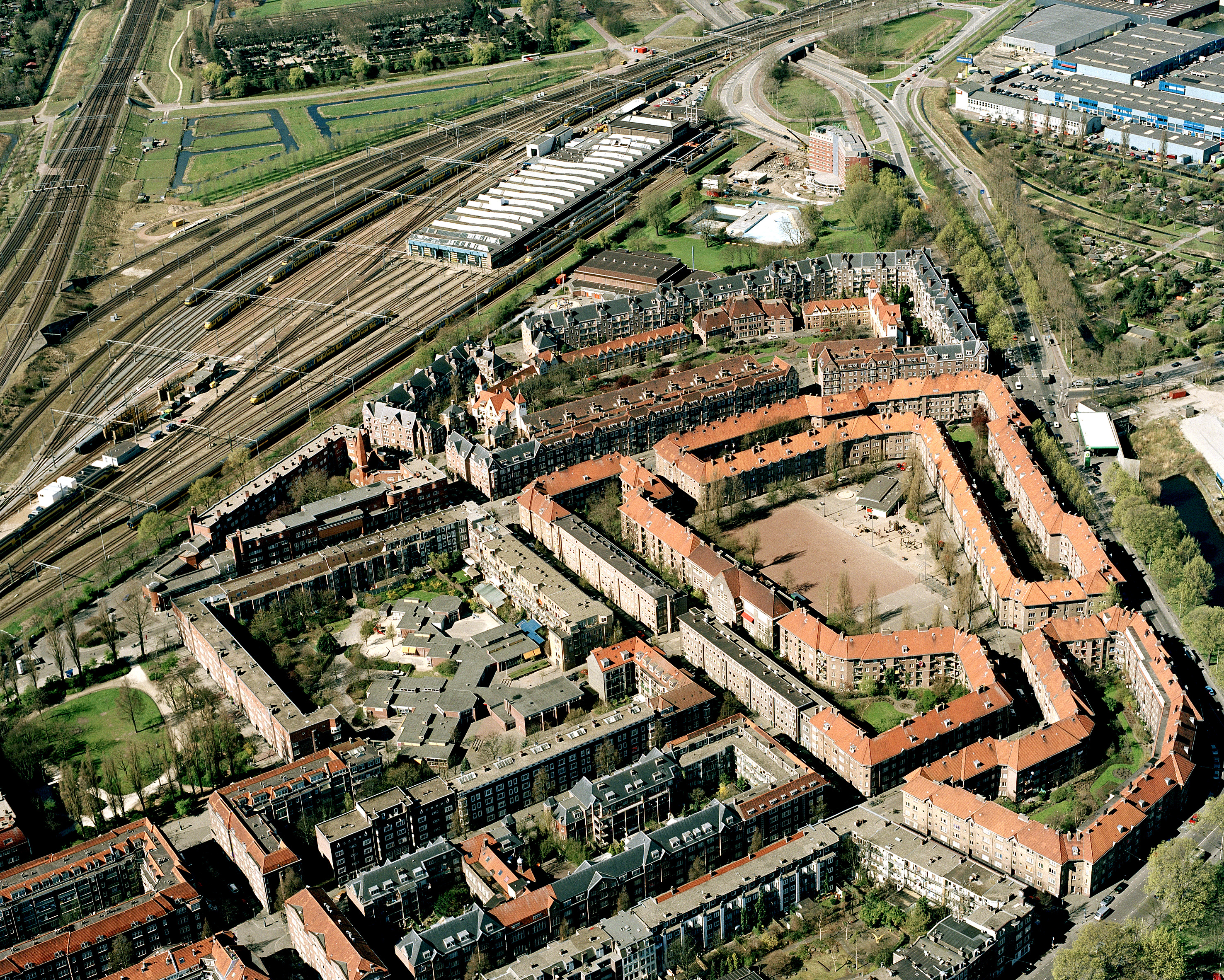
Luchtfoto van de Spaarndammerbuurt, met midden het Zaandammerplein.

Het Zaandammerplein in de Spaarndammerbuurt in Amsterdam-West is in 1917 vernoemd naar de plaats Zaandam.
Aan het plein staat opvallende architectuur uit de jaren twintig van de hand van Karel de Bazel. Er woonden veel communisten aan het plein, dat bekend stond als Het Rode Plein. Op 1 mei hingen vrijwel overal rode vlaggen.

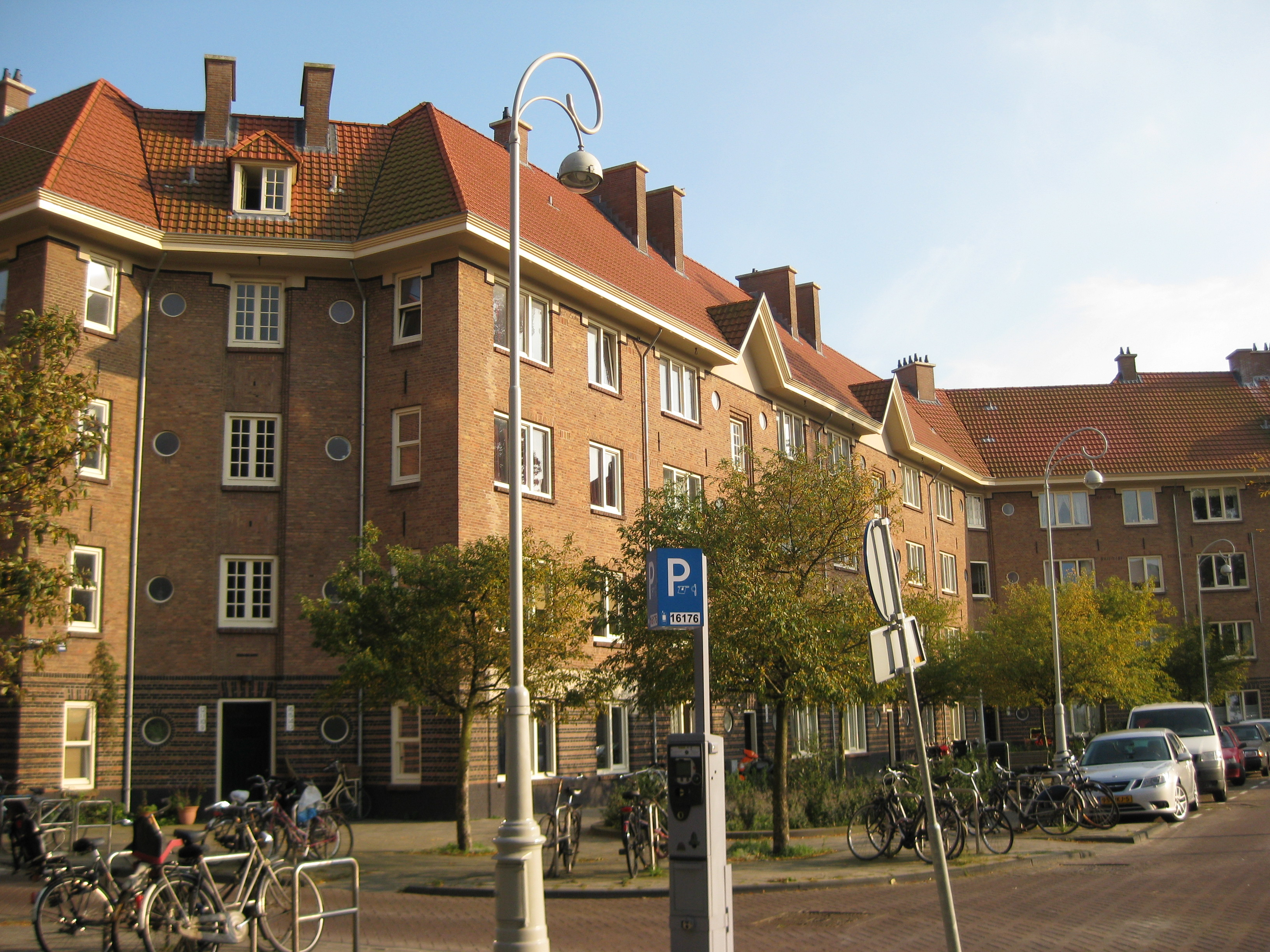
Woningen van Karel de Bazel aan het Zaandammerplein.
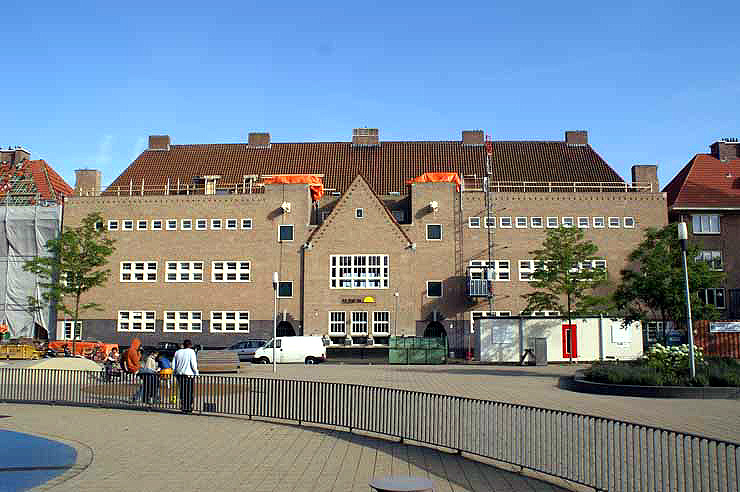
Zaandammerplein, de voormalige Willem Barentszschool, thans buurtcentrum.